# Thomas Kuhn
Thomas Samuel Kuhn (Cincinnati, 18 de julio de 1922-Cambridge, 17 de junio de 1996) fue un físico, filósofo de la ciencia e historiador estadounidense, conocido por su contribución al cambio de orientación de la filosofía y la sociología científica en la década de 1960.
Kuhn se doctoró en física, en la Universidad Harvard en 1949 tuvo a su cargo un curso académico sobre la Historia de la Ciencia en dicha universidad de 1948 a 1956. Luego de dejar el puesto, Kuhn dio clases en la Universidad de California, Berkeley hasta 1964, en la Universidad de Princeton hasta 1979 y en el Instituto Tecnológico de Massachusetts hasta 1991.
En 1962, Kuhn publicó The Structure of Scientific Revolutions (La estructura de las revoluciones científicas), obra en la que expuso la evolución de las ciencias naturales básicas de un modo que se diferenciaba de forma sustancial de la visión más generalizada hasta ese entonces. Según Kuhn, las ciencias no progresan siguiendo un proceso uniforme por la aplicación de un hipotético método científico. Se verifican, en cambio, dos fases diferentes de desarrollo científico. En un primer momento, hay un amplio consenso en la comunidad científica sobre cómo explotar los avances conseguidos en el pasado ante los problemas existentes, creándose así soluciones universales que Kuhn llamaba «paradigma».
El término «paradigma» designa todos los compromisos compartidos por una comunidad de científicos. Por un lado, los teóricos, ontológicos, y de creencias y, por otro, los que hacen referencia a la aplicación de la teoría y a los modelos de soluciones de problemas. Los paradigmas son, por tanto, algo más que un conjunto de axiomas (para aclarar su noción de paradigma Kuhn invoca a la noción wittgensteiniana de los «universos de discurso») [cita requerida]. Tuvo algunas diferencias con Herbert Blumer principalmente por cuestión de ciencia y metodologías. Kuhn acepta el enfoque del interaccionismo simbólico sobre actores y sus pensamientos al igual que sus acciones.
La última etapa de su pensamiento está teñida por un marcado darwinismo. Abandona casi por completo el discurso acerca de los paradigmas, y restringe el concepto de revolución científica al de un proceso de especiación y especialización por el cual una disciplina científica va acotando los márgenes de su objeto de estudio, alejándose de los horizontes de otras especialidades. En este último sentido, como una forma de holismo restringido que afecta las distintas ramas del desarrollo científico, reaparece el concepto de inconmensurabilidad teórica, el único que Kuhn parece haber mantenido incólume hasta el final de sus días.

## Biografía
Thomas Kuhn nació en Cincinnati, Ohio, Estados Unidos, hijo de Samuel L. Kuhn, ingeniero industrial, y Minette Stroock Kuhn, ambos de origen judío. Se graduó de la Taft School en Watertown, CT, en 1940, donde inició su interés en las matemáticas y la física. Se graduó en física en 1943 por la Universidad de Harvard, y ahí mismo obtuvo la maestría y doctorado en física en 1946 y 1949 respectivamente, bajo la supervisión de John Van Vleck. Como señaló en las primeras páginas del prefacio de la segunda edición de “La estructura de las revoluciones científicas” , sus tres años de total libertad académica como Junior Fellow de la Society of Fellows de la Universidad de Harvard fueron cruciales en su transición de la física a la historia y filosofía de la ciencia. Posteriormente, a sugerencia del presidente de la Universidad de Harvard, James Bryant Conant, impartió el curso de historia de la ciencia de 1948 a 1956. 
En 1961, Kuhn impartió cátedra por los departamentos de filosofía y de historia de la Universidad de California en Berkeley, donde fue nombrado profesor de la Historia de la ciencia. Kuhn entrevistó al físico danés Niels Bohr el día previo a su deceso. Enseñando en Berkeley, escribió y publicó (en 1962) su trabajo más reconocido e influyente: La Estructura de las Revoluciones Científicas. 
En 1964 se incorporó como profesor de Filosofía e Historia de la Ciencia en la Universidad de Princeton. Fue presidente de la Sociedad de Historia de la Ciencia de 1969 a 1970. En 1979 se unió al Instituto Tecnológico de Massachusetts como profesor de Filosofía de la cátedra Laurance S. Rockefeller donde permaneció hasta 1991. En 1994 le diagnosticaron cáncer de pulmón, falleciendo en 1996.
Thomas Kuhn se casó dos veces, la primera con Kathryn Muhs, con quien tuvo tres hijos; y luego con Jehane Barton Burns (Jehane R. Kuhn).

## Contexto histórico
A pesar de no tener estudios en filosofía, Thomas Kuhn es uno de los filósofos de la ciencia más importantes del siglo XX; introdujo el concepto de la influencia de los factores sociológicos y psicológicos al desarrollo de ciencia y del paradigma, siendo su obra La estructura de las revoluciones científicas, una perspectiva del conocimiento totalmente diferente a la de su época. Lo que Kuhn establecía en su obra era que el desarrollo de la ciencia estaba influenciado por un conocimiento anterior establecido en teorías y leyes creadas por un grupo de científicos o especialistas, es decir por una comunidad científica. Esto implica que para entender a la ciencia actual se necesita un conocimiento previo. Cuando los especialistas están dentro de una investigación, formulan una hipótesis que está influenciada en un conocimiento a priori. Cuando este puede explicar los fenómenos de la investigación existe confianza en aquella, pero si existe una anomalía que la ciencia actual no pueda explicar se genera un cambio radical en la ciencia normal (actual) que desemboca en lo que Kuhn llama crisis; lo que posteriormente se convierte en una revolución científica.
Kuhn desde su infancia recibió una esmerada educación en diversas escuelas privadas, caracterizadas por sus métodos de enseñanza poco convencionales y por sus ideas liberales y progresistas. Obtuvo su doctorado en física por su tesis The Cohesive Energy of Monovalent Metals as a Function of Their Atomic Quantum Defects, por la Universidad de Harvard, sin embargo su ocupación en el área de la física no fue completa pues durante un tiempo se dedicó a la cátedra de la filosofía de la ciencia, pues le fue asignado un proyecto cuyo objetivo era introducir el estudio de la física y la biología en la educación de todo universitario. La preparación de esas clases le puso frente al que sería el gran tema de sus posteriores investigaciones: el carácter contextual, «paradigmático», de la ciencia.[cita requerida] Por esta puerta ingresó en la historia y la filosofía de la ciencia, a las que, posteriormente, se dedicaría de lleno.
Thomas Kuhn publicó su obra en 1962, en un momento en que la Guerra Fría entre Estados Unidos y la URSS estaba en su punto álgido. Todo esto había desatado una paranoia por parte de ciertos grupos contra los comunistas, o los estadounidenses que tuvieran ideas comunistas, que había desembocado en la creación del Comité de Actividades Antiestadounidenses, posteriormente convertido en Comité Permanente (1945-1975) cuya función era investigar a personas de subversión o propaganda comunista. Thomas Kuhn trabajó desde 1956 en la Universidad de Berkeley California, centro de ideas liberales y escenario de disturbios en los años sesenta. Por lo tanto desde que Kuhn ingresó en el Center of Advanced Study in the Behavioral Sciences (1951-1956) estuvo en contacto directo con la idea de revolución y la influencia de los aspectos sociales en el desarrollo de la ciencia.[cita requerida]
Antes de Kuhn este aspecto de la filosofía de la ciencia no había despertado demasiada atención, pero el concepto de que la historia de la ciencia poseía un alcance trascendental, lo introdujeron varios autores entre ellos Émile Meyerson, en su libro Identité et realité (1908). Esta obra nos dice que la historia de la ciencia desvela cómo el espíritu va imponiendo a la materia sus esquemas de unidad, reduciéndola casi a pura geometría al modo platónico (Kuhn, 20). Alexandre Koyré a su vez defendía la idea de que el desarrollo depende de la teoría más que del experimento pues las ideas anteceden a las pruebas experimentales y no derivan de accidentes en la experimentación.
Uno de los eventos importantes que marcaron el pensamiento de Kuhn fue en 1947 cuando se le pidió que interrumpiera por algún tiempo el proyecto de física que se encontraba realizando en ese momento para preparar una serie de conferencias sobre los orígenes de la mecánica del siglo XVII. Tuvo que revisar los textos científicos anteriores a su época a los cuales les daba vueltas y vueltas sin comprender su verdadero significado y más bien por el contrario preguntándose cómo pudo ser posible que hombres tan inteligentes como Aristóteles o Galileo hubiesen pensado cosas aparentemente descabelladas, hasta que descubrió otra manera de leer los textos: identificando el sentido de cada texto en cada época histórica, es decir aplicando la hermenéutica.[cita requerida] Fue la hermenéutica lo que le permitió seguir considerando como científicos los trabajos de épocas anteriores aunque hayan sido descartados en el presente.

## Principales aportes
Las ideas de Kuhn se pueden resumir por medio de un número simple de puntos:
- «Si se considera a la historia como algo más que un depósito de anécdotas o cronología, puede producir una transformación decisiva de la imagen que tenemos actualmente de la ciencia».[8] La historia es más que un anecdotario; verlo de esa forma es un error de juicio.

- De acuerdo a la historia normal la historia es una acumulación de hechos.

- Las teorías descartadas no dejan de ser científicas por más disparatadas que parezcan en la actualidad; en su tiempo y con el conocimiento y opiniones de su tiempo son sumamente lógicas.[cita requerida]

- La ciencia, o mejor dicho su historia, no es una acumulación de conocimientos a través del tiempo, sino  cambios de paradigmas en el transcurso de este.

- Existe una revolución historiográfica del conocimiento acumulado al cambio continuo de paradigmas.

- El método científico puede dar hipótesis e investigación diferentes dependiendo de la educación y punto de vista del observador. Razón por la cual distintos paradigmas surgen de un nuevo fenómeno.

- La ciencia normal en un afán de defender su teoría trata de ajustar la realidad a su modelo (¿simplificaciones?)

- La ciencia normal tiene anomalías que la nueva ciencia trata de explicar. El cambiar la teoría existente por una teoría nueva no solo significa una nueva explicación del universo sino, en muchos casos, una reinvención del espectro de teorías y normas que la rigen, una reinvención de los hechos y fenómenos vistos por la teoría. Esto es costoso y toma mucho tiempo, cosa que la teoría normal no puede hacer usualmente. Y maravilla que no se puede atribuir a una sola persona sino a un grupo de personas.[cita requerida]

- Para poder analizar un paradigma y su historia se necesita poner de manifiesto la integridad histórica de esa misma teoría en la época en que se desarrolló.

Las respuestas que Kuhn da a las cuestiones iniciales, que se plasman en la obra La estructura de las revoluciones científicas, de 1962, supusieron un gran cambio en el debate filosófico del momento, pues el modelo formalista que imperaba fue desafiado por el enfoque historicista de Kuhn, según el cual la ciencia se desarrolla siguiendo determinadas fases:
1. Establecimiento de un paradigma
2. Ciencia normal
3. Crisis
4. Revolución científica
5. Establecimiento de un nuevo paradigma

«No se comparan las opiniones de Galileo con las actuales sino con las de sus contemporáneos».
La ciencia es una constelación de hechos, teoría y métodos, que teniendo o no buenos resultados, se ha esforzado en contribuir con uno u otro elemento a esa constelación particular. La historia normal de la ciencia se convierte en una disciplina que relata y registra esos incrementos sucesivos y los obstáculos que ha inhibido su acumulación. Entonces el historiador tiene dos tareas fundamentales, la primera establecer en qué momento fue inventado y descubierto cada hecho, ley o teoría científica contemporánea, y por otra parte debe describir el conjunto de errores, mitos y supersticiones que impidieron la acumulación más rápida de información.[cita requerida]
Para Kuhn una revolución científica es un episodio de desarrollo no acumulativo en el que un paradigma antiguo se ve sustituido en todo o en parte por otro nuevo incompatible con él. De la misma manera en que una revolución política comienza por la insatisfacción de un segmento de comunidad de que las instituciones han dejado de laborar adecuadamente, las revoluciones científicas se inician por la sensación creciente de un segmento de comunidad científica de que el paradigma existente ha dejado de funcionar.
Pero la naturaleza de la revolución no radica exactamente en un aumento de la madurez y refinamiento de la concepción humana de la naturaleza de la ciencia sino en un cambio de la concepción de la comunidad científica, de sus problemas y normas. Por ejemplo Einstein para explicar las atracciones gravitatorias hizo retornar a la ciencia a la época anterior a Newton, entonces el concepto de un avance continuo no es del todo sustentado.
Las primeras etapas del desarrollo de las ciencias se han caracterizado por una competencia continua entre una serie de concepciones distintas de la naturaleza, cada una de las cuales se derivaba parcialmente de la observación y del método científico, siendo hasta cierto punto compatibles entre sí. En ese sentido, no existe un error metodológico, sino que la experiencia y la observación deben limitar drásticamente las creencias científicas; de lo contrario no habría ciencia. Por sí solas no pueden determinar un cuerpo particular de tales creencias, sino que derivan también de elementos arbitrarios tales como incidentes históricos y personales, lo que no quiere decir que un grupo de científicos no pueda practicar su profesión sin un conjunto dado de creencias recibidas, ni hace menos importante la constelación particular que profese efectivamente el grupo en un momento dado.
La investigación efectiva apenas comienza antes de que la comunidad científica crea haber encontrado respuestas firmes a preguntas que se encuentran enclavadas firmemente. En los capítulos III, IV y V menciona que la naturaleza se hace entrar por los cuadros conceptuales entregados por la educación.
Sin embargo, la naturaleza misma de la investigación asegura que la innovación no va a ser suprimida durante mucho tiempo. Esto último se da cuando la profesión no puede pasar por alto las anomalías que surgen de las prácticas científicas. Es entonces cuando se empiezan a ver nuevos tipos de prácticas en esos episodios en los cuales tiene lugar ese cambio de compromisos profesionales.
Ciencia normal, significa investigación basada firmemente en una o más realidades científicas pasadas, realizaciones que alguna comunidad científica particular reconoce, durante cierto tiempo, como fundamento para su práctica posterior.

## Paradigma
Considero a los paradigmas como realizaciones científicas universalmente reconocidas que, durante cierto tiempo, proporcionan modelos de problemas y soluciones a una comunidad científica
 Thomas Kuhn.

El filósofo y científico Thomas Kuhn dio a paradigma su significado contemporáneo cuando lo adoptó para referirse al conjunto de prácticas que definen una disciplina científica durante un período específico.
- Lo que se debe observar y escrutar.
- El tipo de interrogantes que se supone hay que formular para hallar respuestas en relación con el objetivo.
- Cómo tales interrogantes deben estructurarse.
- Cómo deben interpretarse los resultados de la investigación científica.
- «Su éxito carece suficientemente de precedentes como para atraer a un grupo duradero de partidarios, alejándolos de los aspectos de competencia de la actividad científica».[11]
- «Lo bastante incompletas para dejar muchos problemas para ser resueltos por el redelimitado grupo de científicos».[11]
- “A falta de un paradigma o de algún candidato a paradigma, todos los hechos que pudieran ser pertinentes para el desarrollo de una ciencia dada tienen probabilidades de parecer igualmente importantes”.[12] Antes del primer paradigma universalmente aceptado pueden existir múltiples paradigmas coexistiendo aunque sean mutuamente excluyentes.
- «El nuevo paradigma implica una definición nueva y más rígida del campo. Quienes no deseen o no sean capaces de ajustar su trabajo al campo a ella deberán de continuar en el aislamiento o unirse a algún otro grupo».[13]
- «Los paradigmas obtienen su estatus como tales, debido a que tienen más éxito que sus competidores para resolver unos cuantos problemas que el grupo de profesionales ha llegado a reconocer como agudos. Sin embargo, el tener más éxito no quiere decir que tenga un éxito completo en la resolución de un problema determinado o que de resultados suficientemente satisfactorios con un número considerable de problemas».[14]

Las investigaciones comunes de una ciencia normal son tres:
1. La clase de hechos que el paradigma ha mostrado que son particularmente reveladores de la naturaleza de las cosas. En si aquellas mediciones que se creen necesitan mayor precisión.
2. Los experimentos que le dan validez a la teoría.
3. Reunión de hechos de la ciencia normal y ambigüedades físicas.

### Modelo kuhniano de desarrollo científico

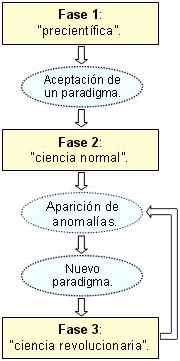
Las fases de la ciencia según Kuhn.

Ciencia inmaduraAntecede a la ciencia normal, se caracteriza por una serie de escuelas y subescuelas de pensamiento que aún no son ciencia porque no tienen un paradigma común.
Por ejemplo durante el siglo XVII había una serie de teorías que trataban de explicar el fenómeno eléctrico; entre ellas se encontraban las teorías de Benjamín Franklin, Stephen Gray y Thomas A. Watson. Esta ciencia se caracteriza porque trata aún de dar explicación a un aspecto fundamental de su teoría.
Ciencia normalSignifica investigación basada firmemente en una o más realidades científicas pasadas, realizaciones que alguna comunidad científica particular reconoce, durante cierto tiempo, como fundamento para su práctica posterior.
Crisis científicaDado que la ciencia normal no está exenta de que existan errores o contradicciones en su modelo científico, pueden existir anomalías que no puede explicar, u otro fenómeno que no se pueda resolver es entonces cuando se genera una crisis científica.
Revolución científicaSe genera por la aparición de un nuevo paradigma, que suplanta a otro de manera que los científicos se vuelven hacia otras teorías que la puedan explicar mientras que otros buscan tratar de resolverlo con nuevas teorías.
Ciencia extraordinariaSe inicia con el conjunto de anomalías, problemas sin solución que se evidencian del paradigma actual. Estas producen crisis que ocasiona la proliferación de otros paradigmas, y que posteriormente mediante un consenso científico se reducirán a uno solo que dará inicio a la ciencia normal hasta que se repita el ciclo.

## Método y objetivo

### Método
El método de Thomas S. Kuhn no es el de un análisis social en la historia por medio de la comprensión de las épocas y sus teorías al analizar cómo se relacionan una con otras. Es decir, no importa saber que la teoría geocéntrica tiene valor en el mundo actual, ni mucho menos si nos parece ilógico (cosa que se podría aplicar en la teología); lo único que importa es la validez científica en su época, no su validez científica actual. El cambio de paradigma no es necesariamente evolutivo, a veces divide una ciencia en varias.

### Objetivo
Como objetivo de la filosofía de Kuhn era mostrarle al mundo que la ciencia no es solamente un contraste y neutral entre las teorías y a lo que podemos llamar como realidad, sino que existen otros factores entre defensores de los distintos paradigmas como puede ser el debate, diálogo, luchas y tensiones entre los mismos.
También con su lectura da a entender que la ciencia como tal, no puede trascender, ya que solo lo hizo en las fases de la ciencia normal, ya que ahora en la actualidad solo son rupturas de esa continuidad.
El enorme impacto de la obra de Kuhn se puede medir en los cambios que provocó en el vocabulario de la filosofía de la ciencia: además de «cambio de paradigma», Kuhn planteó la palabra «paradigma» en sí de un término que se usa en ciertas formas de la lingüística a su sentido actual más amplio, acuñó el término «ciencia normal» para referirse a la relativamente de rutina, del día a día de trabajo de los científicos que trabajan dentro de un paradigma, y fue en gran parte responsable de la utilización del término «revoluciones científicas», en plural, que tendrá lugar en diferentes períodos de mucho tiempo y en diferentes disciplinas, en lugar de una única «revolución científica» en los últimos años del Renacimiento. El uso frecuente de la frase «cambio de paradigma» ha hecho que los científicos conozcan mejor y en muchos casos sean más receptivos a los cambios de paradigma, de modo que el análisis de Kuhn sobre la evolución de los puntos de vista científicos ha influido por sí mismo en esa evolución.

## Obras
- La revolución copernicana (1957)
- La función del dogma en la investigación científica (1961).
- La estructura de las revoluciones científicas (1962).
- Segundos pensamientos sobre paradigmas (1970)
- La tensión esencial (1977).
- La teoría del cuerpo negro y la discontinuidad cuántica (1987).